# Müller (futbolista)
Luís Antônio Corrêa da Costa, conocido popularmente como Müller (Campo Grande, Mato Grosso del Sur, 31 de enero de 1966) es un exfutbolista brasileño. Durante su carrera profesional se desempeñó como delantero principalmente en clubes brasileños como São Paulo, Cruzeiro y el Torino de Italia.
Participó en 3 Campeonatos Mundiales con la Selección de Brasil, el de México 1986, el de Italia 1990 y el de Estados Unidos 1994. Müller jugaba en el Torino, que militaba en la segunda división italiana en 1989/90, y es el único futbolista que ha sido convocado por Brasil para un Mundial mientras jugaba en segunda división.
Disputó 56 partidos y anotó 12 goles con la selección, desde 1986 cuando debutó en un amistoso ante la Selección de Alemania hasta 1998 cuando jugó su último partido en un amistoso contra Yugoslavia.
Se retiró del fútbol oficialmente en 2004 en el club Ipatinga aunque en el 2015 se dio la noticia de que volvería a las canchas a sus 49 años.

## Estadísticas
Datos actualizados al fin dela carrera deportiva.
| São Paulo · Brasil |               |               |     |     |     |     |    |    |    |    |    |     |     |      |      |
| 1.ª | 1984          | -             | -   | 6   | 0   | -   | -  | -  | -  | -  | -  | 6   | 0   | 0.00 |      |
| 1.ª | 1985          | 15            | 4   | 33  | 20  | -   | -  | -  | -  | -  | -  | 48  | 24  | 0.50 |      |
| 1.ª | 1986          | 30            | 11  | 8   | 6   | -   | -  | -  | -  | -  | -  | 38  | 17  | 0.44 |      |
| 1.ª | 1987          | 15            | 10  | 41  | 14  | -   | -  | 5  | 4  | -  | -  | 61  | 28  | 0.45 |      |
| 1.ª | 1988          | -             | -   | 10  | 17  | -   | -  | -  | -  | -  | -  | 10  | 17  | 1.70 |      |
| 1.ª | 1991          | 7             | 3   | 27  | 9   | -   | -  | -  | -  | -  | -  | 34  | 12  | 0.35 |      |
| 1.ª | 1992          | 17            | 5   | 39  | 16  | -   | -  | 12 | 3  | -  | -  | 68  | 29  | 0.42 |      |
| 1.ª | 1993          | 13            | 3   | 29  | 9   | -   | -  | 17 | 4  | -  | -  | 59  | 16  | 0.27 |      |
| 1.ª | 1994          | 5             | 2   | 16  | 5   | -   | -  | 11 | 3  | -  | -  | 37  | 10  | 0.27 |      |
| 1.ª | 1996          | 20            | 11  | -   | -   | -   | -  | 3  | 0  | -  | -  | 23  | 11  | 0.47 |      |
| Total club | Total club    | 102           | 38  | 199 | 96  | 0   | 0  | 45 | 14 | 0  | 0  | 346 | 148 | 0.42 |      |
| Torino · Italia |               |               |     |     |     |     |    |    |    |    |    |     |     |      |      |
| 1.ª | 1988-89       | 31            | 11  | -   | -   | 5   | 1  | -  | -  | -  | -  | 36  | 12  | 0.33 |      |
| 2.ª | 1989-90       | 27            | 11  | -   | -   | 1   | 0  | -  | -  | -  | -  | 28  | 11  | 0.39 |      |
| 1.ª | 1990-91       | 7             | 2   | -   | -   | 3   | 1  | -  | -  | -  | -  | 10  | 3   | 0.30 |      |
| Total club | Total club    | 65            | 24  | 0   | 0   | 9   | 2  | 0  | 0  | 0  | 0  | 74  | 26  | 0.35 |      |
| Kashiwa Reysol Japón |               |               |     |     |     |     |    |    |    |    |    |     |     |      |      |
| 1.ª | 1995          | 11            | 5   | -   | -   | -   | -  | -  | -  | -  | -  | 11  | 5   | 0.45 |      |
| Total club | Total club    | 11            | 5   | 0   | 0   | 0   | 0  | 0  | 0  | 0  | 0  | 11  | 5   | 0.45 |      |
| Palmeiras · Brasil |               |               |     |     |     |     |    |    |    |    |    |     |     |      |      |
| 1.ª | 1995          | 20            | 8   | 8   | 1   | -   | -  | 1  | 0  | -  | -  | 29  | 9   | 0.31 |      |
| 1.ª | 1996          | -             | -   | 28  | 15  | 7   | 3  | -  | -  | -  | -  | 35  | 18  | 0.51 |      |
| Total club | Total club    | 20            | 8   | 36  | 16  | 7   | 3  | 1  | 0  | 0  | 0  | 64  | 27  | 0.42 |      |
| Perugia · Italia |               |               |     |     |     |     |    |    |    |    |    |     |     |      |      |
| 1.ª | 1997          | 6             | 0   | -   | -   | -   | -  | -  | -  | -  | -  | 6   | 0   | 0.00 |      |
| Total club | Total club    | 6             | 0   | 0   | 0   | 0   | 0  | 0  | 0  | 0  | 0  | 6   | 0   | 0.26 |      |
| Santos · Brasil |               |               |     |     |     |     |    |    |    |    |    |     |     |      |      |
| 1.ª | 1997          | 27            | 10  | 10  | 3   | -   | -  | 3  | 1  | -  | -  | 40  | 14  | 0.35 |      |
| 1.ª | 1998          | -             | -   | 10  | 8   | 8   | 4  | -  | -  | 8  | 0  | 26  | 12  | 0.46 |      |
| Total club | Total club    | 27            | 10  | 20  | 11  | 8   | 4  | 3  | 1  | 8  | 0  | 66  | 26  | 0.39 |      |
| Cruzeiro · Brasil |               |               |     |     |     |     |    |    |    |    |    |     |     |      |      |
| 1.ª | 1998          | 23            | 5   | -   | -   | -   | -  | 11 | 2  | -  | -  | 34  | 7   | 0.20 |      |
| 1.ª | 1999          | 24            | 7   | 11  | 1   | 1   | 0  | 6  | 3  | 3  | 0  | 45  | 11  | 0.24 |      |
| 1.ª | 2000          | 2             | 0   | 10  | 5   | 10  | 0  | 1  | 1  | -  | -  | 23  | 6   | 0.26 |      |
| Total club | Total club    | 49            | 12  | 21  | 6   | 11  | 0  | 18 | 6  | 3  | 0  | 112 | 24  | 0.21 |      |
| Corinthians · Brasil |               |               |     |     |     |     |    |    |    |    |    |     |     |      |      |
| 1.ª | 2000          | 6             | 1   | -   | -   | -   | -  | -  | -  | -  | -  | 6   | 1   | 0.16 |      |
| 1.ª | 2001          | -             | -   | -   | -   | 7   | 2  | -  | -  | -  | -  | 7   | 2   | 0.28 |      |
| Total club | Total club    | 6             | 1   | 0   | 0   | 7   | 2  | 0  | 0  | 0  | 0  | 13  | 3   | 0.23 |      |
| São Caetano · Brasil |               |               |     |     |     |     |    |    |    |    |    |     |     |      |      |
| 1.ª | 2001          | 16            | 4   | -   | -   | -   | -  | -  | -  | -  | -  | 16  | 4   | 0.25 |      |
| Total club | Total club    | 16            | 4   | 0   | 0   | 0   | 0  | 0  | 0  | 0  | 0  | 16  | 4   | 0.25 |      |
| Portuguesa · Brasil |               |               |     |     |     |     |    |    |    |    |    |     |     |      |      |
| 2.ª | 2003          | -             | -   | 1   | 1   | -   | -  | -  | -  | -  | -  | 1   | 1   | 1.00 |      |
| Total club | Total club    | 0             | 0   | 1   | 1   | 0   | 0  | 0  | 0  | 0  | 0  | 0   | 1   | 1.00 |      |
| Fernandopolis · Brasil |               |               |     |     |     |     |    |    |    |    |    |     |     |      |      |
| 2.ª | 2015          | -             | -   | 1   | 1   | -   | -  | -  | -  | -  | -  | 1   | 1   | 1.00 |      |
| Total club | Total club    | 0             | 0   | 1   | 1   | 0   | 0  | 0  | 0  | 0  | 0  | 1   | 1   | 1.00 |      |
| Total carrera | Total carrera | Total carrera | 302 | 102 | 278 | 131 | 42 | 11 | 67 | 21 | 11 | 0   | 700 | 265  | 0.37 |
| (1) Incluye datos del Campeonato Paulista. (2) Incluye datos de la Copa de Italia, Copa de Brasil. (3) Incluye datos de la Copa Libertadores, Supercopa Sudamericana, Copa Intercontinental, Copa Mercosur. (4) Incluye datos del Torneo Río-São Paulo, Copa Oeste-Sur. (5) No se consideran goles en encuentros amistosos. |               |               |     |     |     |     |    |    |    |    |    |     |     |      |      |

### Selección nacional
| Selección       | Año   | Amistoso | Amistoso | Eliminatorias | Eliminatorias | Copa América | Copa América | Mundial | Mundial | Total | Total |
| Selección       | Año   | PJ       | G        | PJ            | G             | PJ           | G            | PJ      | G       | PJ    | G     |
| --------------- | ----- | -------- | -------- | ------------- | ------------- | ------------ | ------------ | ------- | ------- | ----- | ----- |
| Brasil · Brasil | 1986  | 7        | 1        | -             | -             | -            | -            | 5       | 0       | 12    | 1     |
| Brasil · Brasil | 1987  | 8        | 2        | -             | -             | 2            | 0            | -       | -       | 10    | 2     |
| Brasil · Brasil | 1988  | 3        | 1        | -             | -             | -            | -            | -       | -       | 3     | 1     |
| Brasil · Brasil | 1989  | 3        | 0        | -             | -             | -            | -            | -       | -       | 3     | 0     |
| Brasil · Brasil | 1990  | 3        | 1        | -             | -             | -            | -            | 4       | 2       | 7     | 3     |
| Brasil · Brasil | 1991  | 1        | 1        | -             | -             | -            | -            | -       | -       | 1     | 1     |
| Brasil · Brasil | 1992  | 2        | 0        | -             | -             | -            | -            | -       | -       | 2     | 0     |
| Brasil · Brasil | 1993  | 4        | 1        | 4             | 1             | 4            | 2            | -       | -       | 12    | 4     |
| Brasil · Brasil | 1994  | 3        | 0        | -             | -             | -            | -            | 1       | 0       | 7     | 0     |
| Brasil · Brasil | 1995  | -        | -        | -             | -             | -            | -            | -       | -       | -     | -     |
| Brasil · Brasil | 1996  | -        | -        | -             | -             | -            | -            | -       | -       | -     | -     |
| Brasil · Brasil | 1997  | 1        | 0        | -             | -             | -            | -            | -       | -       | 1     | 0     |
| Brasil · Brasil | 1998  | 1        | 0        | -             | -             | -            | -            | -       | -       | 8     | 2     |
| Total           | Total | 36       | 7        | 4             | 1             | 6            | 2            | 10      | 2       | 56    | 12    |

## Participaciones con la selección

### Participaciones en Copas del Mundo
| Mundial                                | Sede            | Resultado        | Partidos | Goles |
| -------------------------------------- | --------------- | ---------------- | -------- | ----- |
| Copa Mundial de Fútbol Juvenil de 1985 | Unión Soviética | Campeón          | 6        | 3     |
| Copa Mundial de Fútbol de 1986         | México          | Cuartos de final | 5        | 0     |
| Copa Mundial de Fútbol de 1990         | Italia          | Octavos de final | 4        | 2     |
| Copa Mundial de Fútbol de 1994         | Estados Unidos  | Campeón          | 1        | 0     |

### Participaciones en Juegos Olímpicos
| Torneo                        | Sede          | Resultado  |
| ----------------------------- | ------------- | ---------- |
| Juegos Olímpicos de Seúl 1988 | Corea del Sur | Subcampeón |

### Participaciones en Copas América
| Torneo            | Sede    | Resultado        |
| ----------------- | ------- | ---------------- |
| Copa América 1993 | Ecuador | Cuartos de final |
| Copa América 1995 | Uruguay | Subcampeón       |

## Palmarés

### Torneos regionales
| Título              | Club           | Región    | Año  |
| ------------------- | -------------- | --------- | ---- |
| Campeonato Paulista | São Paulo      | São Paulo | 1985 |
| Campeonato Paulista | São Paulo      | São Paulo | 1987 |
| Campeonato Paulista | São Paulo      | São Paulo | 1991 |
| Campeonato Paulista | São Paulo      | São Paulo | 1992 |
| Campeonato Paulista | SE Palmeiras   | São Paulo | 1996 |
| Campeonato Paulista | SC Corinthians | São Paulo | 2001 |

### Torneos nacionales
| Título                          | Club        | País   | Año  |
| ------------------------------- | ----------- | ------ | ---- |
| Campeonato Brasileño de Serie A | São Paulo   | Brasil | 1986 |
| Campeonato Brasileño de Serie A | São Paulo   | Brasil | 1991 |
| Copa de Brasil                  | Cruzeiro EC | Brasil | 2000 |

### Torneos internacionales
| Título                       | Equipo              | Sede            | Año  |
| ---------------------------- | ------------------- | --------------- | ---- |
| Copa Mundial Sub-20          | Selección de Brasil | Unión Soviética | 1985 |
| Copa Libertadores de América | São Paulo FC        | São Paulo       | 1992 |
| Copa Intercontinental        | São Paulo FC        | Tokio           | 1992 |
| Copa Libertadores de América | São Paulo FC        | Santiago        | 1993 |
| Supercopa Sudamericana       | São Paulo FC        | São Paulo       | 1993 |
| Copa Intercontinental        | São Paulo FC        | Tokio           | 1993 |
| Copa Mundial de Fútbol       | Selección de Brasil | Estados Unidos  | 1994 |
| Recopa Sudamericana          | Cruzeiro EC         | Buenos Aires    | 1998 |